# Chucena
Chucena è un comune spagnolo di 2 008 abitanti situato nella comunità autonoma dell'Andalusia.